# گریم‌هیلد
گریم‌هیلد در اسطوره‌شناسی اسکاندیناوی، ملکه و ساحره‌ای زیبا اما شیطانی بود. او همسر گیوکی پادشاه جنوب راین، بورگونی بود. در ولسونگا ساگا او مادر سه فرزند پسر به نام‌های گونار، هاگنی و گوتورم و دختری به نام گودرون بود. در افسانه‌های ایسلندی، گریم‌هیلد مشاور اصلی همسر و پسرانش برای حکومت در قلمرو پادشاهیشان بود و همچنین تا حدودی مسئول تمام فاجعه‌های رخ داده در خانواده‌اش است. او ملکه‌ای بلندپرواز بود که حتی از فرزندان خود برای رسیدن به اهداف شوم خود استفاده می‌کرد.

## ولسونگا ساگا
گریم‌هیلد ساحره‌ای بود که به زیگفرید دلاور معجونی جادویی خورانید تا همه چیز را دربارهٔ معشوقه‌اش برون‌هیلد فراموش کند و با دخترش گودران ازدواج کند. این گریم‌هیلد بود که به شوهرش توصیه کرد، زیگفرید باید با دخترشان ازدواج کند و با داشتن چنین داماد قدرتمند و شجاعی، فرزندانش قادر خواهند بود هرگونه نبردی علیه همسایگان خود را بدون شکست پشت سر بگذرانند. او حتی هدف‌هایی فراتر از نبرد، همچون دستیابی به گنجینهٔ گرانبهای زیگفرید نیز در سر داشت که آن را پس از کشتن اژدهای فافنیر بدست آورده بود. گریم‌هیلد به پسرش گونار پیشنهاد کرد از زیگفرید برای تصاحب برونهیلد تقاضای کمک کند (از آنجایی که گونار به اندازه کافی شجاع نبود تا از شعله‌های آتش عبور کند). آن‌ها از جادوی او برای تغییر شکل ظاهری خود استفاده کردند تا هر کدام چهره‌ای شبیه به دیگری داشته باشند. زیگفرید در ظاهر گونار از حلقه‌های آتش گذشت و برون‌هیلد را نجات داد. تنها مدت کمی پس از ازدواج گونار و برون‌هیلد، او حافظهٔ خود را به خاطر آورد که قبل از ازدواج با گودران، برون‌هیلد نامزد او بوده است.
وقتی گونار و هاگنی قصد جان زیگفرید را کردند، باز هم گریم‌هیلد معجونی درست شده از مخلوط گوشت مار و گرگ را به پسر کوچکش گوتورم داد و او را به حالت خشم و خلسه درآورد تا زیگفرید را به قتل برساند. در انتها زیگفرید و گوتورم یکدیگر را کشتند.